# Sfax (Q182)
Pour les articles homonymes, voir Sfax (homonymie).
Le Sfax est un sous-marin français de la classe 1 500 tonnes. Construit par les Ateliers et chantiers de la Loire dans leur établissement de Saint-Nazaire, il est lancé en 1934 ; il appartient à la série M6.

## Histoire

### Développement
Le Sfax fait partie d'une série assez homogène de 31 sous-marins océaniques de grande patrouille, aussi dénommés 1 500 tonnes en raison de leur déplacement. Tous sont entrés en service entre 1931 (Redoutable) et 1939 (Sidi-Ferruch).
Longs de 92,30 mètres et larges de 8,10, ils ont un tirant d'eau de 4,40 mètres et peuvent plonger jusqu'à 80 mètres. Ils déplacent en surface 1 572 tonnes et en plongée 2 082 tonnes. Propulsés en surface par deux moteurs Diesel d'une puissance totale de 6 000 chevaux, leur vitesse maximum est de 18,6 nœuds. En plongée, la propulsion électrique de 2 250 chevaux leur permet d'atteindre 10 nœuds.
Appelés aussi « sous-marins de grandes croisières », leur rayon d'action en surface est de 10 000 milles nautiques à 10 nœuds et en plongée de 100 milles nautiques à 5 nœuds.

### Dimensions et armement du Sfax
Il est mis en chantier le 28 juillet 1931 avec le numéro de coque Q182, le Sfax est lancé le 6 décembre 1934, sous le commandement du capitaine de corvette Le Floch, et mis en service le 7 septembre 1936.
Sa longueur est de 92 m, sa largeur de 8,16 m, son tirant d'eau de 4,70 m. Son déplacement en surface est de 1 560 t et en plongée de 2 060 t. Chacun des deux moteurs Diesel Sulzer a une puissance de 4 300 ch. Il est équipé de deux moteurs électriques de 1 000 ch chacun pour la plongée.
L'armement comprend 9 tubes lance-torpilles de 550 mm, 2 tubes lance-torpilles de 400 mm, 1 canon de 100 mm, une mitrailleuse double de 13,2 mm.

### Seconde Guerre mondiale
Il est affecté, au début de la Seconde Guerre mondiale, à la 2e division de sous-marins, basée à Brest, qu'il forme avec le Casabianca, l'Achille et le Pasteur.
Dès la déclaration de guerre le 3 septembre 1939, il est envoyé pour patrouiller au large des ports de la côte nord de l'Espagne, où s'est réfugiée une partie de la flotte de commerce allemande, suspectée de servir de ravitailleurs aux U-Boote allemands. Pendant l'hiver 1939-1940, les Achille, Casabianca, Pasteur et Sfax escortent trois convois de cargos alliés (convoi HX 11 entre autres) depuis Halifax jusqu'en Grande-Bretagne.
Après la bataille de Mers el-Kébir le 3 juillet, le Sfax et le Casabianca sont placés en surveillance au large de Casablanca. Le 28 octobre 1940, il forme avec le Casabianca, le Sidi-Ferruch et le Bévéziers la 2e division sous-marine basée à Casablanca. Le Sfax est coulé par méprise par le sous-marin allemand U-37 avec le pétrolier Rhône le 19 décembre, alors qu'ils allaient renforcer la flotte basée à Dakar. Dans son livre "Le Casabianca avant L'Herminier", l'amiral Lacaze accuse plutôt les anglais inquiets du transport de munitions destinées au Richelieu d'avoir torpillé les deux bateaux. Les munitions avaient en fait été chargées sur le paquebot Marrakech escorté par le Casabianca pour la même traversée.